# Салахуддин Шишани
Салахудди́н Шиша́ни — один из амиров (командиров) чеченских моджахедов на территории Сирии в ходе гражданской войны. Амир наиболее крупного кавказского джамаата «Аз-Зубейр» в составе «Джейш аль-Мухаджирин валь-Ансар», 2-й амир «Джейш аль-Мухаджирин валь-Ансар», 1-й амир «Джейш аль-Усро». Получил известность под именем Салахуддин Шишани (араб. صلاح الدين الشيشاني, Салахуддин Чеченский‎).

## Биография

### Происхождение
Уроженец Панкисского ущелья Грузии, где проживают чеченцы-кистинцы. По национальности чеченец.

### Гражданская война в Сирии
В 2012 году из Панкисии направился в Сирию в качестве эмиссара кавказских боевиков с целью налаживания связей. По прибытии в Сирию он примкнул к отряду «Катаиб аль-Мухаджирин», которым на тот момент командовали Абу Умар аш-Шишани и Абу Абдурахман Шишани, и в 2013 году был преобразован в «Джейш аль-Мухаджирин валь-Ансар». В составе «Джейш аль-Мухаджирин валь-Ансар» Салахуддин стал амиром «Аз-Зубейр» — наиболее крупного по численности кавказского джамаата. Когда в 2013 году Абу Умар присягнул лидеру террористической организации ИГИ́Л, Салахуддин стал командующим армией мухаджиров и ансаров («Джейш аль-Мухаджирин валь-Ансар»), которая до 2015 года позиционировала себя как филиал Имарата Кавказ в Сирии. В 2015 году он сколотил и возглавил отряд «Джейш аль-Усро», который также ассоциировал себя с Имаратом Кавказ на территории Сирии.

### Гибель
Убит в бою 17 декабря 2017 года в Хаме, Сирия.
По данным российских СМИ, Салахуддин был уничтожен в ходе ракетных обстрелов по позициям боевиков «Джейш аль-Изза», «Джунуд аш-Шам» и «Джейш аль-Усро» в северной части провинции Хама, когда они вели бои с правительственными силами у села Аль-Латамина. Сообщалось, что российская авиация оказывала воздушную поддержку сирийским войскам, которые пытались остановить продвижение боевиков, захвативших несколько сёл в этой провинции.
Согласно источнику «Кавказ-центр», он погиб не от ракетного удара, а был ранен в сердце во время боестолкновения c асадитами. Один из боевиков, на руках которого скончался Салахуддин, поведал свою версию произошедшего: 

«Мы продвинулись к асадитам, дойдя до нулевой точки (точка соприкосновения двух фронтов), и расположились в одном из домов. Внезапно началась атака асадитов, мы все вышли, чтобы рассредоточиться и занять позиции, но когда выходил Салахуддин, его ранило в область сердца. Мы оттащили его от дома метров на 50, и он сказал: «Оставьте меня, не нужно оттаскивать», — в этот момент я стал напоминать ему слова шахады, и он, подняв указательный палец, засвидетельствовал, что нет бога кроме Аллаха и что Мухаммед — Посланник Аллаха, и улыбнувшись перестал дышать».

## Книги
на русском языке
- Коллектив авторов. Исламские радикальные движения на политической карте современного мира. Вып. 2. Северный и Южный Кавказ. — Litres, 2022-05-15. — 610 с. — ISBN 978-5-04-110137-4.
- Редакция газеты Наша Версия. Наша версия 39-2014. — Litres, 2021-08-31. — 24 с. — ISBN 978-5-457-78416-1.
- Андрей Тихомиров. Президентство Владимира Путина: 2017 г. Хроника событий. — Litres, 2022-05-15. — 741 с. — ISBN 978-5-04-221591-9.
- Коллектив авторов. Ислам в России и Евразии XVI – XXI вв. (памяти Дмитрия Юрьевича Арапова). — Litres, 2022-05-15. — 658 с. — ISBN 978-5-04-368588-9.
- Александр Кузнецов. Суннитско-шиитские противоречия в контексте геополитики региона Ближнего Востока (1979–2016). — Litres, 2022-05-15. — 703 с. — ISBN 978-5-04-336009-0.

на английском языке
- Gordon M. Hahn. The Caucasus Emirate Mujahedin: Global Jihadism in Russia's North Caucasus and Beyond. — McFarland, 2014-10-09. — 345 с. — ISBN 978-0-7864-7952-8.
- Brian Glyn Williams. Inferno in Chechnya: The Russian-Chechen Wars, the Al Qaeda Myth, and the Boston Marathon Bombings. — University Press of New England, 2015-09-22. — 306 с. — ISBN 978-1-61168-801-6.
- Ednan Aslan, Ranja Ebrahim, Marcia Hermansen. Islam, Religions, and Pluralism in Europe. — Springer, 2016-04-13. — 303 с. — ISBN 978-3-658-12962-0.
- United States Congress House Committee on Homeland Security Subcommittee on Counterterrorism and Intelligence. Assessing Terrorism in the Caucasus and the Threat to the Homeland: Hearing Before the Subcommittee on Counterterrorism and Intelligence of the Committee on Homeland Security, House of Representatives, One Hundred Thirteenth Congress, Second Session, April 3, 2014. — U.S. Government Printing Office, 2014. — 40 с.
- Jean-Francois Ratelle, Laurence Broers. Networked Insurgencies and Foreign Fighters in Eurasia. — Routledge, 2018-10-19. — 256 с. — ISBN 978-1-351-58353-4.
- Tom Smith, Kirsten E. Schulze. Exporting Global Jihad: Volume Two: Critical Perspectives from Asia and North America. — Bloomsbury Publishing, 2020-06-11. — 225 с. — ISBN 978-1-83860-756-2.
- Michael Fredholm. Transnational Organized Crime and Jihadist Terrorism: Russian-Speaking Networks in Western Europe. — Routledge, 2017-09-14. — 258 с. — ISBN 978-1-351-70949-1.
- Oliver Scharbrodt, Samim Akgönül, Ahmet Alibašić, Jørgen Nielsen, Egdunas Racius. Yearbook of Muslims in Europe, Volume 7. — BRILL, 2016-04-26. — 640 с. — ISBN 978-90-04-30890-9.
- Charles R. Lister. The Syrian Jihad: Al-Qaeda, the Islamic State and the Evolution of an Insurgency. — Oxford University Press, 2016-01-02. — 516 с. — ISBN 978-0-19-061318-1.
- Birthe Hansen, Bertel Heurlin, Thomas Elkjer Nissen, Johannes Riber Nordby, Jørgen Staun. Rusland i Mellemøsten: Adfærd, strategier og interesser. — Royal Danish Defence College, 2016-08-18. — 139 с. — ISBN 978-87-7147-148-9.
- Sami Moubayed. Under the Black Flag: An Exclusive Insight into the Inner Workings of ISIS. — Bloomsbury Publishing, 2015-09-29. — 317 с. — ISBN 978-0-85772-921-7.

на испанском языке
- Óscar Mijallo. La niña a las puertas del infierno. — Kailas Editorial, 2017-03-07. — 350 с. — ISBN 978-84-16523-80-1.